# Parevia parnelli
Parevia parnelli är en fjärilsart som beskrevs av William Schaus 1911. Parevia parnelli ingår i släktet Parevia och familjen björnspinnare. Inga underarter finns listade i Catalogue of Life.